# Glücksburg (Ostsee)

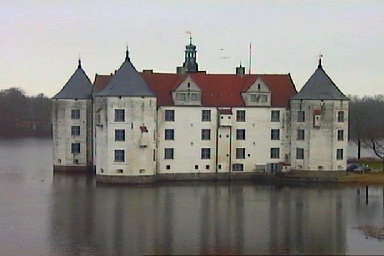
Pałac w Glücksburgu

Glücksburg (Ostsee) (duń. Lyksborg) – miasto uzdrowiskowe w Niemczech w kraju związkowym Szlezwik-Holsztyn, w powiecie Schleswig-Flensburg. Leży na południe od fiordu Flensburg, na półwyspie wysuniętym w Morze Bałtyckie, około 10 km na północny wschód od miasta Flensburg.

## Historia
Miasto Glücksburg (Ostsee) było niegdyś rodową siedzibą rodu Schleswig-Holstein-Sonderburg-Glücksburg, od 1863 roku rodu królewskiego Danii, a od 1905 również Norwegii.

## Współpraca
- Ærøskøbing, Dania
- Göhren, Meklemburgia-Pomorze Przednie